# Ośrodek „Pogranicze – sztuk, kultur, narodów”

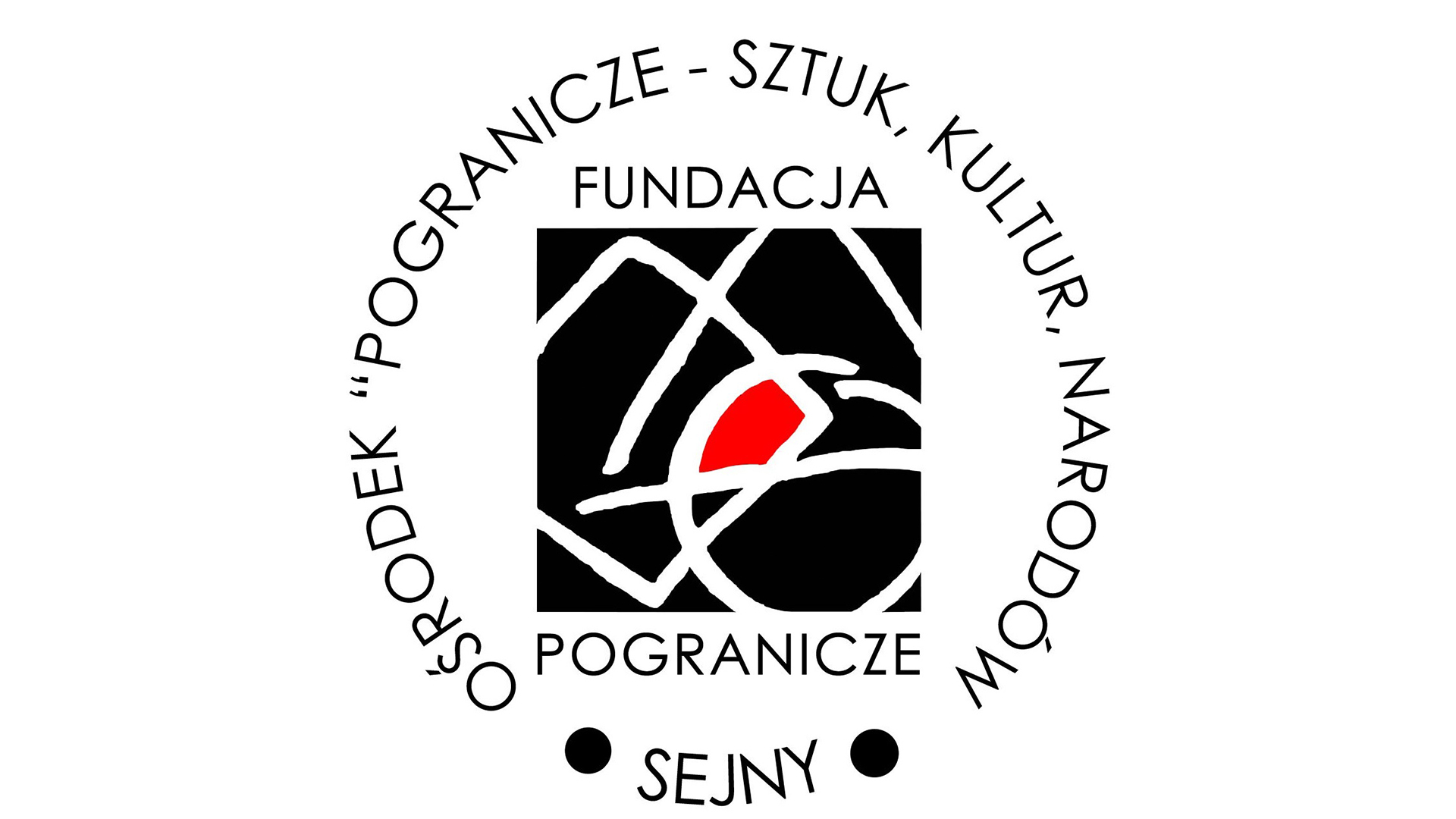
Logo Ośrodka i Fundacji "Pogranicze"

Ośrodek „Pogranicze – sztuk, kultur, narodów” w Sejnach – instytucja kultury powstała z inicjatywy Krzysztofa Czyżewskiego, Bożeny Szroeder, Małgorzaty Sporek-Czyżewskiej i Wojciecha Szroedera powołana do istnienia w styczniu 1991 roku przez wojewodę suwalskiego Franciszka Wasika.
Swoją działalność Ośrodek „Pogranicze” w Sejnach prowadzi w trzech budynkach, którymi są: Dom Pogranicza, Dawna Jesziwa i Biała Synagoga w Sejnach. Ciągła i codzienna praca toczy się w pracowniach takich, jak Centrum Dokumentacji Kultur Pogranicza, Klasa Dziedzictwa Kulturowego, Dziecięca Pracownia Kronik Sejneńskich, Muzeum Sejneńskie, Galerie „Biała Synagoga” i „Papuciarnia”, Klub Filmowy, oraz w pracowniach: plastycznej, ceramicznej, tkackiej i muzycznej. Przy Ośrodku działają twórcze zespoły: Teatr Sejneński, Kapela Klezmerska Teatru Sejneńskiego, Teatr Dziecięcy. Systematycznie zbiera się też zespół redakcyjny „Almanachu Sejneńskiego”.
Długoterminowe programy realizowane obecnie przez Ośrodek to: Gra szklanych paciorków, Człowiek Pogranicza, Forum Pogranicza, Szkoła Pogranicza, Brama Wschodu, Otwarte Regiony Europy Środkowowschodniej. Wcześniej zrealizowano programy takie jak Pamięć starowieku, Spotkanie innego, Cygańska Wioska Artystyczna, Camera Pro Minoritate.
Na mocy umowy podpisanej w 2000 r. Ośrodek jest obecnie instytucją finansowaną wspólnie przez województwo podlaskie i Ministerstwo Kultury. Istotne wsparcie założyciele Ośrodka uzyskali ze strony władz miasta Sejny. Ośrodek „Pogranicze – sztuk, kultur, narodów” ściśle współpracuje z Fundacją Pogranicze, z którą łączy go umowa o współpracy, opierająca się na zbieżnych celach statutowych obu instytucji.
Na jubileusz 25-lecia Pogranicza w kwietniu i maju 2016 odbyło się wiele wydarzeń, m.in. Uroczyste Otwarcie w Białej Synagodze w Sejnach, widowisko w Amfiteatrze Parku Krasnogrudzkiego „Niewidzialny most”, wystawa „Miłosz. Szukanie ojczyzny” w Dworze Miłosza w Krasnogródzie, pokaz premierowy filmu „Most krasnogródzki” (reż. Kuba Kossak) w Domu Pogranicza w Sejnach, spektakl „Kroniki Sejneńskie” oraz prelekcje, prezentacje działań pracowni, pokazy filmów animowanych.